# Lundellbunkern
Lundellbunkern var ett poddradioprogram i 69 avsnitt där journalisterna Tommie Jönsson och Maja Åström tillsammans med förläggaren Johannes Klenell lyssnade igenom hela Ulf Lundells cd-box Hemåt genom Rift Valley, som innehöll 68 cd-skivor. Podden publicerades från 29 november 2015 till den 3 mars 2016. Sista avsnittet spelades in på Södra Teatern i Stockholm. En uppföljare med namnet Lundellbunkern vol. 2 producerades mellan 24 april 2016 och 1 december 2016, i denna läste och analyserade de medverkande samtliga nummer av musiktidningen Pop.